# アランブラ (シウダー・レアル県)
アランブラ（Alhambra）は、スペイン・カスティーリャ＝ラ・マンチャ州シウダー・レアル県のムニシピオ（基礎自治体）。面積は580.25km2で、2015年の人口は1,042人。
アランブラは県内でも有数の面積を誇り、中世には重要な地位を占めており、また、自治体内のポソ・デ・ラ・セルナ（Pozo de la Serna）地区はよく知られている。

## 地理

### 人口
| アランブラ (シウダー・レアル県)の人口推移 1900－2010    |
|                                                         |
| 出典:INE（スペイン国立統計局）1900年 - 1991年、1996年 - |

## 政治
自治体首長はカスティーリャ＝ラ・マンチャ社会党（Partido Socialista de Castilla-La Mancha、PSCM-PSOE）のラモン・ヒガンテ・マリン（Ramón Gigante Marín）で、自治体評議員は、カスティーリャ＝ラ・マンチャ社会党：5、カスティーリャ＝ラ・マンチャ国民党（Partido Popular de Castilla-La Mancha、PPCLM）：3、中道民主市民（Ciudadanos de Centro Democrático、中道リベラル政党、略称CCD）：1となっている（2011年5月22日の自治体選挙結果、得票順）
| 1999年6月13日自治体選挙 |        |        |          |
| 政党                    | 得票数 | 得票率 | 獲得議席 |
| PSOE                    | 520    | 64.28% | 6        |
| PP                      | 287    | 35.48% | 3        |

| 2003年5月25日自治体選挙 |        |        |          |
| 政党                    | 得票数 | 得票率 | 獲得議席 |
| PSOE                    | 528    | 63.31% | 6        |
| PP                      | 294    | 35.25% | 3        |

| 2007年5月27日自治体選挙 |        |        |          |
| 政党                    | 得票数 | 得票率 | 獲得議席 |
| PSOE                    | 459    | 57.74% | 6        |
| PP                      | 296    | 37.23% | 3        |
| PPS                     | 28     | 3.52%  | 0        |

| 2011年5月22日自治体選挙 |        |        |          |
| 政党                    | 得票数 | 得票率 | 獲得議席 |
| PSOE                    | 427    | 53.58% | 5        |
| PP                      | 251    | 31.49% | 3        |
| CCD                     | 116    | 14.55% | 1        |

### 司法行政
アランブラはビジャヌエバ・デ・ロス・インファンテス司法管轄区に属す。

## 名所・史跡
- アランブラ城（Castillo de Alhambra） - 初期のアラブ建築構造物の上に、ウマイヤ朝時代に建築された城塞。現在残されている、多角形の建物はアルバロ・ヌーニェス・デ・ララ伯（Álvaro Núñez de Lara）によるものだと考えられている。現在、スペイン危機遺産リスト（Lista roja de patrimonio en peligro）に登録されている。
- サン・バルトロメ・アポストル教会（Iglesia de San Bartolome Apostol） - ローマ時代の寺院跡に、1214年から建築が開始された教会。